# Callitriche lenisulca
Callitriche lenisulca är en grobladsväxtart som beskrevs av Armand Clavaud. Callitriche lenisulca ingår i släktet lånkar, och familjen grobladsväxter. Inga underarter finns listade i Catalogue of Life.